# Stubal (gmina Aleksandrovac)
Stubal (cyr. Стубал) – wieś w Serbii, w okręgu rasińskim, w gminie Aleksandrovac. W 2011 roku liczyła 595 mieszkańców.